# Sir Dária (província)
Sir Dária (em usbeque: Sirdaryo) é uma província (viloyatlar) do Usbequistão com capital em Gulistão. Tem 4 280 quilômetros quadrados e segundo censo de 2020, havia 846 260 habitantes.